# FK Gjøvik-Lyn
Maillots
Dernière mise à jour : 5 décembre 2024.
Le Fotballklubben Gjøvik-Lyn est un club norvégien de football basé à Gjøvik.

## Historique
Fondé le 1er février 1902 sous le nom de Sportsklubben Thor, le club est l'un des plus anciens du pays. Il joue alors en rouge et noir. Dès l'année suivante, il est rebaptisé Sportsklubben Lyn et pratique alors aussi le ski et le patinage. L'un des joueurs du club, Fridtjof Skonnord, est sélectionné pour disputer le tout premier match de l'équipe nationale norvégienne en 1908 contre la Suède.
En 1910, le club fusionne avec trois autres clubs de ski, de gymnastique et de tennis, et la section football décide alors de prendre son indépendance sous le nom de Fotballklubben Lyn. En 1914, le club perd la finale de la coupe de Norvège contre Frigg 2-4, après avoir mené 2-0 à la mi-temps. En 1949, à la demande de la fédération, le club change d'appellation pour éviter la confusion avec le Lyn Oslo et devient Fotballklubben Gjøvik-Lyn. Il évolue par la suite essentiellement en deuxième division.
L'année 1962 constitue l'apogée du club qui remporte non seulement le titre de deuxième division en étant invaincu, mais aussi son seul titre majeur, la Coupe de Norvège. Le passage de Coupe d'Europe des vainqueurs de coupe est douloureux avec une double défaite face à APOEL Nicosie (0-6, 0-1). La montée en première division la même année est un fiasco : Gjøvik termine dernier et redescend immédiatement. Le club vivote ensuite entre la troisième et la cinquième division.
En 1993, Gjøvik-Lyn fusionne avec le GAIL (Gjøvik Arbeideridrettslag), club ouvrier fondé en décembre 1928, rebaptisé Gjøvik Sportsklubb en 1947. La nouvelle entité, qui choisit le rouge et le noir historiques, prend le nom de Sportsklubben Gjøvik-Lyn et démarre en troisième division. 
Le 8 octobre 2008, l'équipe première fusionne avec celle de Vardal Idrettsforening sous le nom de Gjøvik Fotballforening (Gjøvik FF). En septembre 2013, le club adopte une nouvelle dénomination, Fotballklubben Gjøvik-Lyn, et opte pour de nouvelles couleurs, le bleu et le blanc. Il évolue actuellement en troisième division.

## Historique du nom
- 1902 : Sportsklubben Thor
- 1903 : Sportsklubben Lyn
- 1910 : Fotballklubben Lyn
- 1949 : Fotballklubben Gjøvik-Lyn
- 1993 : Sportsklubben Gjøvik-Lyn
- 2008 : Gjøvik Fotballforening
- 2013 : Fotballklubben Gjøvik-Lyn

## Bilan sportif

### Palmarès
- Coupe de Norvège de football
  - Vainqueur : 1962
  - Finaliste : 1914

### Bilan européen
Note : dans les résultats ci-dessous, le score du club est toujours donné en premier.
| Saison    | Compétition      | Tour                | Club          | Domicile | Extérieur | Total |
| --------- | ---------------- | ------------------- | ------------- | -------- | --------- | ----- |
| 1963-1964 | Coupe des coupes | Seizièmes de finale | APOEL Nicosie | 0 - 1    | 0 - 6     | 0 - 7 |

Légende
- Victoire ou qualification pour le tour suivant
- Match nul
- Défaite ou élimination de la compétition